# Ecopop
Ecopop, abreviación de Ecología y Población, es una asociación ecologista y malthusianista suiza creada en 1986.

## Historia
En 2012 Ecopop ha lanzado una iniciativa legislativa popular sobre la ecología de poblaciones par combatir la superpoblación en Suiza previniendo la inmigración. En 2014, recibió apoyo de la Acción para una Suiza independiente y neutral.

## Miembros conocidos
- Hans Christoph Binswanger[2]
- Anne-Marie Rey[2]

## Influencias ideológicas
- Club de Roma